# Cryptachaea caliensis
Cryptachaea caliensis là một loài nhện trong họ Theridiidae.
Loài này thuộc chi Cryptachaea. Cryptachaea caliensis được Herbert Walter Levi miêu tả năm 1963.